# Графн Ґуннлауґссон
Заголовок цієї статті — це ісландське ім'я, де Графн — особове ім'я, а Ґуннлауґссон — ім'я по батькові. 
Графн Ґу́ннлауґссон (ісл. Hrafn Gunnlaugsson; * 17 червня 1948, Рейк'явік) — ісландський кінорежисер, брат акторки Тінни Ґуннлауґсдоттір (Tinna Gunnlaugsdóttir). 
1973 року закінчив Стокгольмський університет за спеціальністю «Театр та кіно», після чого навчався в Драматичному інституті Швеції. Одружений, має трьох дітей.
Почав знімати фільми з 1974 року, однак славу режисерові принесли декілька фільмів про вікінгів, в яких він спробував реконструювати життя та звичаї мешканців середньовічної Ісландії, при цьому ретельно уникаючи романтизації того періоду. Критики виділили ці фільми в окремий жанр — Cod Westerns.
Своїм наставником в кіно неодноразово називав відомого шведського режисера Інґмара Берґмана, автора фільмів про середньвіччя «Сьома печать» та «Дівоче джерело».

## Фільмографія
- 1974 — Áramótaskaup
- 1975 — Góða veislu gjöra skal
- 1976 — Blottrautt solarag
- 1976 — Ceramik
- 1979 — Silfurtunglid
- 1980 — Óðal feðranna
- 1981 — Vandarhögg
- 1982 — Okkar á milli: Í hita og þunga dagsins
- 1983 — Fullkominn glepur
- 1984 — Hver er …
- 1984 — Hrafninn flýgur
- 1985 — Reykjavík
- 1986 — Bödeln och skökan
- 1988 — Í skugga hrafnsins
- 1988 — Ingmar Bergman á Islandi
- 1991 — Hvíti víkingurinn
- 1993 — Hin helgu vé
- 1998 — Þegar það gerist
- 1999 — Myrkrahöfðinginn
- 2000 — Reykjavík í öðru ljósi
- 2003 — Opinberun Hannesar